# Satire
Satire er en kunstnerisk gerne humoristisk genre, der latterliggør og udleverer mennesker – og deres dumhed og unoder. Formålet er at underholde og revse ved at udstille mange former for tåbelighed eller uretfærdighed. Ofte med det formål at forbedre eller bekæmpe de tåbelige menneskers magt.

## Etymologi
Ordet "satire"  kommer af satyr latin satur og udtrykket lanx satura, hvor satur betød "fyldt", mens sammensætningen med lanx ændrede betydningen til "blandet". Udtrykket lanx satura oversættes med "et fyldt fad med forskellig frugt".

## Historie
Politisk satire gør grin med politikere og politiske nyheder.
Social satire håner sociale urimeligheder. Sexistisk satire gør nar af afsporet kønslighed, og racistisk satire gør grin med fremmede minoriteter. Antisemitisk – og jødisk – satire gør grin med jøder. Religiøs satire gør nar af tilhængere af farisæisk og fundamental gudsdyrkelse. Fx kendes fra 1500-tallets Danmark historien om, hvordan djævelen under navnet "broder Rus" skaffede sig indpas i Esrom Kloster, hvor han tjente som kok og bevidnede munkenes moralske forfald. Den satire føjer sig ind i traditionen, som også Boccaccio bekendte sig til, da han i Dekameronen skrev om broder Cipolla, der ville vise landbefolkningen en fjer fra ærkeenglen Gabriel, men da han opdagede, at nogle kulstykker havde erstattet fjeren, forsikrede mængden om, at kullene stammede fra bålet, man havde stegt Sankt Laurentius på.
I Romerriget var Juvenal den kendteste af satirikerne. Samuel Johnson anså satire som en meget effektiv måde "at justere ondsindethed og dårskab" på, mens John Dryden sagde: "Satirens sande mål er at korrigere laster." 
Velkendte er Ludvig Holberg og Gustav Wied som i Satyrspil udleverede publikum til latter, men også dem, der desuden gør nar af samfundets magthavere som Rabelais, Cervantes, Voltaire, Swift, P A Heiberg og Hasek.

## Ny tid
Moderne eksempler på politisk satire er det amerikanske TV-show The Daily Show og ATS på Politikens bagside.
Tidligere eksempler er BBC's sitcom Javel, Hr. Minister fra 1980'erne.
DR har haft en tradition for at prioritere politisk satire. Satireprogrammer i 1970'erne var at finde i den bedste sendetid lørdag aften. Programmerne var Hov-hov og Uha-uha, senere TV-ansjosen, Den gode, den onde og den virk'li sjove og Klikk.
I 1990'erne blev satireprogrammerne flyttet til DR2 og fik en vægt mod mediesatire og social satire.
Drengene fra Angora, Rytteriet og til dels Casper & Mandrilaftalen er eksempler på dette skift.
Cykelholdet fra Drengene fra Angora indeholder både mediesatire, da der gøres grin med dokusoap-genren, og social satire, da der gøres grin med cykelsportsfolk.
Andre eksempler på DR's satire er Tjenesten og Svedbanken, der begyndte som radio-satire.
DR's fokus på social satire gav plads til politisk satire med webavisen RokokoPosten, der udkom første gang i 2010 og i dag læses i Berlingske.
I radioen kom den politiske satire i DR's "Snobberne",Selvsving og Radio24syvs Den Korte Radioavis med den fiktive Kirsten Birgit Schiøtz Kretz Hørsholm.